# Szüts Mihály
Szüts Mihály, névváltozat: Szűcs (Szeged, 1846. május 6. – Szeged, 1924. december 22.) gazdasági tanár, mezőgazdasági író.

## Élete
Szülővárosában járt a reáliskolába; a tanítóképző intézetet elvégezte és 1863-1864-ben Horgoson néptanító lett. Az 1865. november 1-jén megnyílt keszthelyi felső gazdasági tanintézetbe lépett és azt 1867-ben végezvén, egy évig Sina Simon báró óbébai uradalmában gazdasági írnok volt. 1870-71-ben Németországban és Svájcban az ottani mezőgazdaság és a mezőgazdasági tanügy tanulmányozása végett utazást tett, 1872 márciusában a debreceni magyar királyi gazdasági tanintézetnél tanársegéd, 1874 szeptemberében segédtanár, 1878 márciusában rendes tanár lett és 1895 februárjától az intézet igazgatója volt. 1899-ben vonult nyugdíjba.
Gazdasági cikkeket írt a Gazdasági Lapokba (1871.) és a Falusi Gazdába (1868.) és más lapokba.

## Munkái
- A mezőgazdaság alapvonalai. Kéziratkép összeállította a tanítóképezdei tanulók számára. Debreczen, 1879. (2. jav. és bőv. kiadás. Uo. 1883).
- Debreczen szab. kir. város mezőgazdaságának jelenlegi állapota. Uo. 1881. (2. jav. kiadás. Uo. 1892).
- Debreczen meteorologiai viszonyai. Uo. 1882.
- A terménybankok és azok befolyása a mezőgazdaságra. Bpest, 1883.
- A gazda helyzetének javítására vonatkozó nézetek. A nagyszalontai gazdakörben felolvasta. Debreczen, 1888.
- Debreczen város mezőgazdasági termelésének hatása a talaj kimerülésére. Uo. 1889. (Kivonat az 1888-89. gazdasági tanintézet Évkönyvéből).
- A czukorgyártás és a czukorrépa termelés. Magyar-Óvár, 1889.
- A jégkár ellen való biztosítás és a károk becslése. Debreczen, 1890. (2. kiadás. Uo. 1895. 3. k. Kolozsvár, 1897., 1899. és 1901., 4. k. Uo. 1907. Az erdélyi gazdasági egylet Könyvkiadó-Vállalata XXXII.).
- Debreczen mezőgazdasága. Debreczen, 1892.
- Mezőgazdasági becsléstan. Bpest, 1896.
- A debreczeni első takarékpénztár 50 éves története 1846-1895. Debreczen, 1896. (számos fénynyomatú arcképpel és hasonmással).
- Szeged mezőgazdasága. Szeged, 1914.